# Amerie
Amerie Mi Marie Rogers, känd professionellt som enbart Amerie eller Ameriie (에이머리), född 12 januari 1980 i Fitchburg i Massachusetts, är en koreansk-amerikansk sångare, musikkompositör och skådespelare.

## Musikverk
Amerie debuterade med albumet All I Have i juli år 2002 via skivbolaget Columbia Records. Skivan blev en topp tio-notering på amerikanska albumlistan och guldbelönades av RIAA (Recording Industry Association of America). Från skivan kom huvudsingeln "Why Don't We Fall In Love" som blev en topp tio-hit på amerikanska R&B-listan. Hon skrev merparten av innehållet till sitt andra studioalbum Touch som släpptes 2005. Skivan uppmärksammades av kritiker som ett artistiskt kliv framåt och guldbelönades av RIAA. Ameries största hit hittills i karriären kom med albumets huvudsingel "1 Thing" som toppade amerikanska singellistan i flera veckor. Låten fick ett guldcertifikat och blev sångerskans genombrottssingel i Europa, Asien och Oceanien.
Samma år samarbetade hon med Ricky Martin och rapparen Fat Joe på singeln "I Don't Care" som blev en ytterligare framgång i flera europeiska länder. Hennes tredje studioalbum, Because I Love It, gavs aldrig ut på den nordamerikanska musikmarknaden men blev hennes hittills mest kritikerrosade skiva. Singeln "Take Control" blev en topp tio-hit i Storbritannien. Ameries senare diskografi består av samlingsalbumen Playlist: The Very Best of Amerie, Best 15 Things och sångerskans fjärde studioalbum In Love & War. År 2003 var hon värd och en av producenterna för musikprogrammet The Center som sändes på BET. Följande år gjorde hon skådespelardebut i den amerikanska komedifilmen Presidentens dotter.

## Utmärkelser
Amerie har mottagit flera priser för sin musik. Dessa inkluderar bland annat en Soul Train Award med utmärkelsen "Best R&B/Soul or Rap New Artist" och en Aretha Franklin Entertainer of the Year för låten "1 Thing". Hon har även nominerats till BET Awards och Image Awards med utmärkelserna "Best Female R&B Artist" respektive "Outstanding New Artist". Sångerskan bor och arbetar i Los Angeles. År 2003 träffade hon managern Lenny Nicholson. Paret gifte sig den 25 juni 2011. Under hennes uppväxt var Mary J. Blige Ameries största musikaliska inspiration. Hon har även nämnt Marvin Gaye, Whitney Houston och Brandy som inspiratörer.

## Biografi

### 1980-2001: Tidiga år

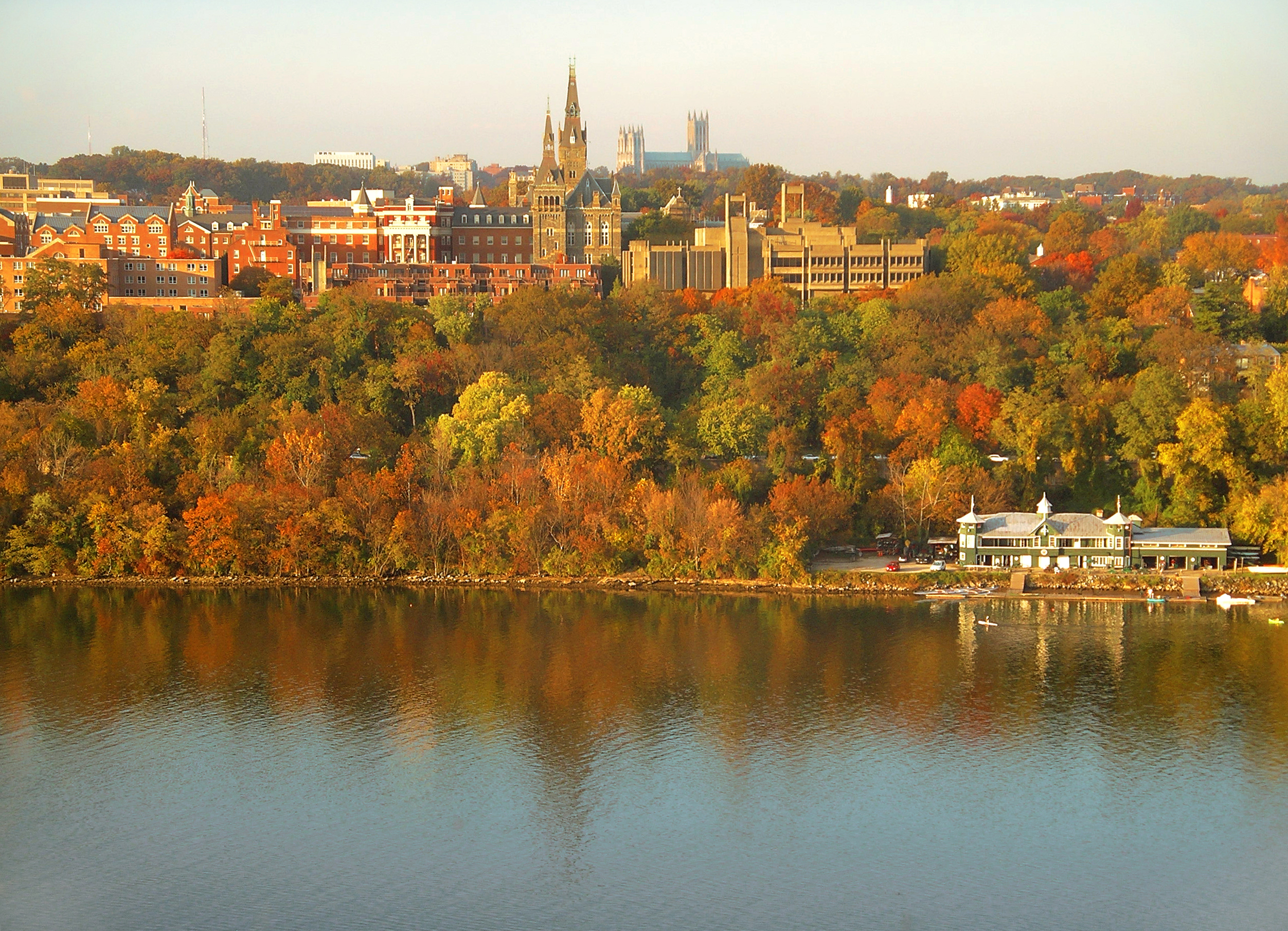
Amerie studerade vid Georgetown University.

Amerie Rogers föddes den 12 februari 1980 i Fitchburg i Massachusetts. Hon är den äldsta av två döttrar till en koreansk mamma, sångerskan Mi Suk   och afroamerikanska pappa, Charles. Ett par månader efter att Amerie föddes flyttade familjen tillbaka till mammans hemort i Sydkorea där de levde i tre år. Charles var fanjunkare så Amerie reste mycket som liten och bodde på många platser, däribland Sydkorea, Alaska, Texas, Virginia och Tyskland. Han befordrades senare och kom att jobba för den amerikanska underrättelsetjänsten. Amerie visade tidigt ett musikaliskt intresse och besökte många olika talangtävlingar, hon var även intresserad av klassisk konst. När hon gått ut High School flyttade familjen till Virginia, USA, där hon studerade Engelska och De sköna konsterna vid Georgetown University. Ameries föräldrar var mycket stränga, skolan och familjemiddagar var alltid högst prioriterade. Sångerskan har beskrivit dem som "konservativa, beskyddande, traditionella kristna". Under sin uppväxt förbjöds hon och hennes syster att gå ut eller prata i telefon på skoldagar. Under sin skoltid gick hon även med i Navy ROTC, ett utbildningsprogram till Officer i amerikanska flottan. I en intervju sa Amerie; "jag var faktiskt med i Navy ROTC. Man skulle kunna tro att det var min pappa som tvingade mig men så var det inte. Jag valde helt själv att göra det så jag kunde finansiera min egen utbildning utan mammas och pappas hjälp." Hon tog senare examen från Georgetown University med högsta betyg. Hennes syster, Angela, utbildade sig till advokat. Ameries första språk är koreanska. Av rädsla för att hennes döttrars engelska skulle bli lidande minimerade sångerskans mamma användandet av koreanska i hemmet. I en intervju med KoreAm Journal berättade Amerie att hon inte pratar språket flytande men kan föra samtal utan större svårigheter. Hon pratar det endast med sin mamma och koreanska släktingar.
Under tiden som Amerie studerade vid Georgetown lärde hon känna en nattklubbsarrangör i Washington D.C. som introducerade henne för musikproducenten Rich Harrison. I en intervju med Maxim berättade hon att de hade bestämt träff på en parkeringsplats till McDonald's. Där sjöng hon för Harrison i sin bil. Harrison som precis hade arbetat på Mary J. Bliges album Mary och No More Drama började att skapa demolåtar med Amerie. Detta ledde till hennes första skivkontrakt med Harrisons Richcraft Entertainment som samarbetade med Columbia Records. Så fort alla papper var påskrivna började duon att boka studiotid. I en intervju följande år sa Amerie; "Av någon anledning hade vi en väldigt speciell personkemi. När vi arbetade ihop fick vi alltid något bra av det." Amerie och Harrison började arbeta på sångerskans debutalbum. För att introducera sångerskan i musikvärlden började hon att spela in refränger till andra artisters låtar. Detta ledde till ett gästinhopp på rapparen Nas singel "Rule". Låten nådde en 67:e plats på USA:s R&B-lista Hot R&B/Hip-Hop Songs. Hon spelade även in en låt, "Life", med Royce da 5'9" till hans album Rock City (Version 2.0). Singeln tog sig dessvärre aldrig in på några topplistor.

### 2002-2004:All I HaveochThe Center

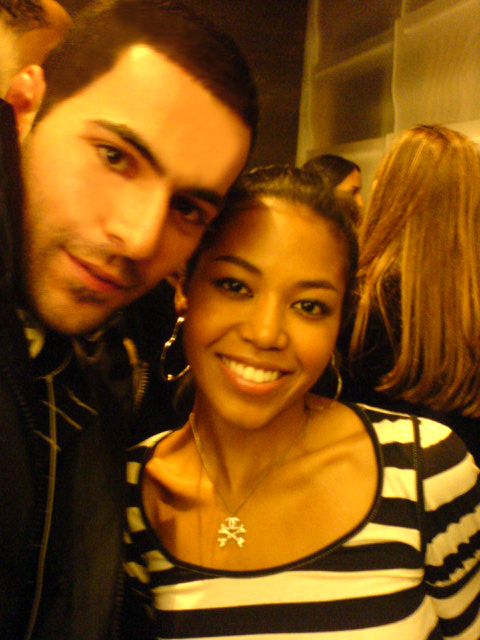
Amerie tillsammans med DJ:n Fadel Gomari.

Den 29 april 2002 hade "Why Don't We Fall In Love" premiär på amerikansk radio. Det jazziga midtempo-spåret skrevs och producerades av Harrison och gavs ut som huvudsingeln från Ameries kommande album. Låten klättrade till en 23:e plats på USA:s singellista Billboard Hot 100. Till hiphop- och R&B-marknaden remixades låten för att nu innehålla rapparen Ludacris. "Why Don't We Fall In Love" blev en R&B-hit med en 9:e plats på listan Hot R&B/Hip-Hop Songs. Dansremixen nådde en andraplats på Hot Dance Club Play. Singeln blev också en topp tjugo-notering i Australien och nådde topp-fyrtio i Storbritannien. Sångerskans debutalbum, All I Have, gavs ut i juli 2002 och debuterade på en andra respektive niondeplats på USA:s Top R&B/Hip-Hop Albums och Billboard 200. Förstaveckasförsäljningen kom upp i 89 000 exemplar och skivan certifierades efter en tid guld av RIAA för 661 000 sålda kopior. För att marknadsföra albumet var Amerie förband till R&B-sångaren Ushers turné; Evolution 8701 Tour. Sångerskan var även på en gemensam turné med rapparen Nelly. Tillsammans gjorde de tolv stopp runt om i USA. Uppföljaren till huvudsingeln blev "Talkin' to Me". Låten gavs ut under hösten 2002. Remixversionen av hiphop-duon Trackmasters innehöll rapparen Foxy Brown som gästartist. Versionen gav låten en knuff över topp-tjugo på R&B-listan där den nådde en 18:e plats. Under årsskiftet spelade Amerie in cover på Diana Ross singel "I'm Coming Out". Låten inkluderades på soundtrackalbumet till den romantiska komedin, Kärleken checkar in med Jennifer Lopez i huvudrollen. "I'm Coming Out" gavs ut på en dubbel A-sida med "Talkin to Me" i Europa och Australien. Låten blev en topp tjugo-notering i det sistnämnda landet och gick in på singellistor i Rumänien och Nederländerna. Nästa stora hitlåt kom när R&B-sångerskan Tweet ersattes av Amerie på låten "Paradise" tillsammans med LL Cool J. Singeln blev en topp tio-hit i USA klättrade högt på singellistorna i flera Europeiska länder.
Senare under 2003 fick Amerie ta emot en mängd prisnomineringar för sin debut. Hon vann en Soul Train Award i kategorin Best R&B/Soul or Rap New Artist och var även nominerad i kategorierna Best Female R&B/Soul Single för "Why Don't We Fall In Love" och Best Female R&B/Soul Album, för All I Have. Hon nominerades till en BET Award med utmärkelsen Best Female R&B Artist och en Image Award i kategorin Outstanding New Artist. Samtidigt var hon gästartist på DJ Kayslays "Too Much for Me", från hans album StreetSweeper Vol. 1. Låten gavs ut som singel och nådde plats 53 på Hot R&B/Hip-Hop Songs. Hon var även gästartist på Bow Wowss tredje studioalbum Unleashed där hon framförde bryggan på albumspåret "To My Mama". Amerie samarbetade tillsammans med Rodney "Darkchild" Jerkins på låten "When I Think of You". Spåret inkluderades på soundtrackalbumet till dansfilmen Honey med Jessica Alba i huvudrollen. Under slutet av 2003 fick Amerie möjligheten att vara med och skapa ett nytt musikprogram som skulle sändas på BET. Programmet fick namnet The Center. De en timme långa avsnitten visade aktuella musikvideor och tog även upp viktiga samhällsfrågor. Amerie fick inte bara rollen som en av seriens producenter utan blev också värd. Programmet blev en stor framgång och fick de bästa tittarsiffrorna av alla liknande program. Trots detta arbetade sångerskan bara med serien under första säsongen och kom inte tillbaka till den andra. The Center lades ner av BET kort därefter.
| ”                                                            | Jag älskar live-instrumentering, jag tror det kommer ifrån när jag var med i en orkester som liten. Jag älskar det ljudet tillsammans med mycket slagverk, speciellt trummor, och därför har jag alltid mycket sånt i min musik. Jag skriver saxofon, trumpet och horn-delarna och ger dem till producenten. Jag vill att min musik ska ha den där live-känslan tillsammans med soul och funk. | „ |
| – Amerie om sin musikaliska stil i en intervju med Mo'nique. | |   |

### 2004-2005: Skådespelarkarriär ochTouch
Amerie uppmärksammades av regissörerna till den romantiska komedifilmen Presidentens dotter med Katie Holmes i huvudrollen. Där fick hon rollen som den lättretliga Mia Thompson, Samanthas rumskompis. Filmen landade på en femteplats på de amerikanska biolistorna.

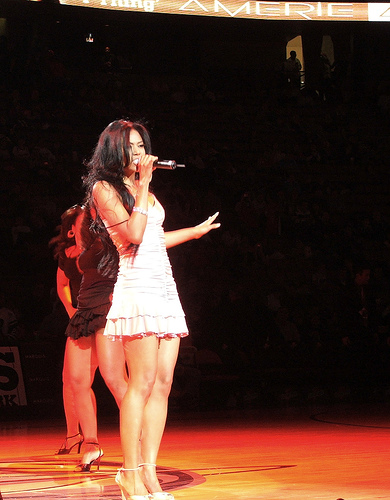
Amerie uppträder år 2005.

Under hösten år 2004 flyttade Amerie tillbaka till New York efter inspelningen av Presidentens dotter. Hon började skriva låtar till sitt andra studioalbum och valde åter Rich Harrison som huvudproducenten till projektet. Till skillnad från föregångaren hade Amerie stor kreativ kontroll och fick själv välja låtar och producenter. Harrison och sångerskan arbetade fram låten "1 Thing" som dominerades av slagverk och samplade "Oh, Calcutta!" av funk-gruppen The Meters. Columbia Records var dessvärre inte nöjda med produktionen och ansåg att den inte var tillräckligt "radio vänlig". Ameries manager, Len Nicholson, hade positiv inställning till låten och uppmanade Amerie och Harrison att spelade in en ny version av spåret. Duon kom att skapa sammanlagt sju versioner vilka alla ratades av skivbolaget som vägrade ge ut den. Låten förblev outgiven under resten av 2004 till januari 2005 när paret läckte den till amerikansk radio i hopp om att få den utgiven officiellt. "1 Thing" fick snabbt positiv respons av radiokanaler runt om i USA. Columbia gav ut den som officiell huvudsingel från sångerskans, vid tidpunkten, kommande skiva den 22 mars. Releasen blev en total stiländring för Amerie vars tidigare singlar hade projekterat en oskyldigare image. "1 Thing" blev sommarens största hit och Ameries framgångsrikaste singel hittills i karriären. Den toppade R&B-listan Hot R&B/Hip-Hop Songs och nådde en 8:e plats på Billboard Hot 100. Låten certifierades guld av RIAA för sin höga försäljning av digitala exemplar. "1 Thing" mottog en ytterligare guldskiva för försäljning baserad på ringsignaler. Låten blev Ameries internationella debut och en smash-hit i Europa där den nådde topp-tio på de flesta singellistorna. I Storbritannien blev "1 Thing" en av årets bäst säljande musiksinglar och nådde en 4:e plats. Sångerskans album, Touch, gavs ut den 26 april. Utöver Harrison komponerades skivan av Lil Jon, Bryce Wilson, Red Spyda, och Dre & Vidal. Till skillnad från debuten skrev Amerie alla skivans spår utom ett. Första veckan efter release hade albumet sålt över 124 000 exemplar vilket blir Ameries högsta förstaveckasförsäljning någonsin. Detta räckte till en 5:e respektive 3:e plats på albumlistorna Billboard 200 och Top R&B/Hip-Hop Albums. Amerie fick ett guldplakat av RIAA efter att Touch sålt över 406 000 exemplar. Musikkritiker var mestadels positiva till skivan. Ken Capobianco vid The Boston Globe skrev; "Det krävs mycket av alla dessa mononyma R&B-sångerskor för att de ska stå ut ur mängden. Ameries senaste album har precis det som behövs." Skribenten lyfte fram "1 Thing" som årets bästa singel. Entertainment Weekly skrev att "Amerie återupplivar R&B-genren" och Vibe Magazine fortsatte i samma ton; "Den korean-afrikan-amerikanska skönheten återvänder med en hypnotiserande skiva." Den svenska skribenten Ola Andersson vid dagensskiva var inte lika imponerad och tyckte att Amerie saknade "utstrålning och attityd".
Skivans titelspår och andra singel, "Touch" skickades till radio i oktober 2005. I USA misslyckades låten att matcha föregångarens framgångar och tog sig enbart till en 95:e plats på R&B-listan. I Europa hade singeln större framgångar, speciellt i Irland och Storbritannien där låten nådde en 8:e och 19:e plats på ländernas respektive singellistor. I Tyskland klättrade låten till en 11:e plats på landets officiella R&B-lista Deutsche Black Chart. I en intervju avslöjade sångerskan att hon spelat in en musikvideo till albumspåret, "Talkin' About", tillsammans med regissören Chris Robinson. Låten gavs dock enbart ut som en marknadsföringssingel och en musikvideo syntes aldrig. "Talkin' About" klättrade till en andraplats på Bubbling Under Hot R&B/Hip-Hop Songs men tog sig aldrig in på den officiella listan. Under årsskiftet fick Amerie ta emot en mängd priser och nomineringar. Hon vann en Aretha Franklin Entertainer of the Year vid prisceremonin Soul Train Music Awards där hon också var nominerad i kategorierna "Best R&B/Soul Single", "Solo", "R&B/Soul or Rap Song of the Year", "Best R&B/Soul or Rap Music Video" och "Best R&B/Soul or Rap Dance Cut". Hon var nominerad till utmärkelserna "Best Female Video" och "Best Choreography" vid MTV Music Awards och fick två Grammy-nomineringar; "Best Female R&B Vocal Performance" och "Best Contemporary R&B Album". Vid de årliga Vibe Awards vann hon utmärkelsen "Club Banger of the Year" för singeln "1 Thing". Samma låt rankades senare som sexa på The Roots lista över de topp-10 bästa R&B/Hip-Hop sångerna av 00-talet. Nästa stora hitlåt kom när hon samarbetade med Ricky Martin och rapparen Fat Joe på låten "I Don't Care". Singeln nådde över topp-tjugo i Australien och på de flesta singellistorna i Europa. Under tillställningen World Music Awards var Amerie del av en hyllning till Destiny's Child och framförde deras låt "Lose My Breath" tillsammans med Teairra Mari och Rihanna. Uppträdandet fick stående ovationer från publiken.

### 2006-2008:Because I Love ItochPlaylist

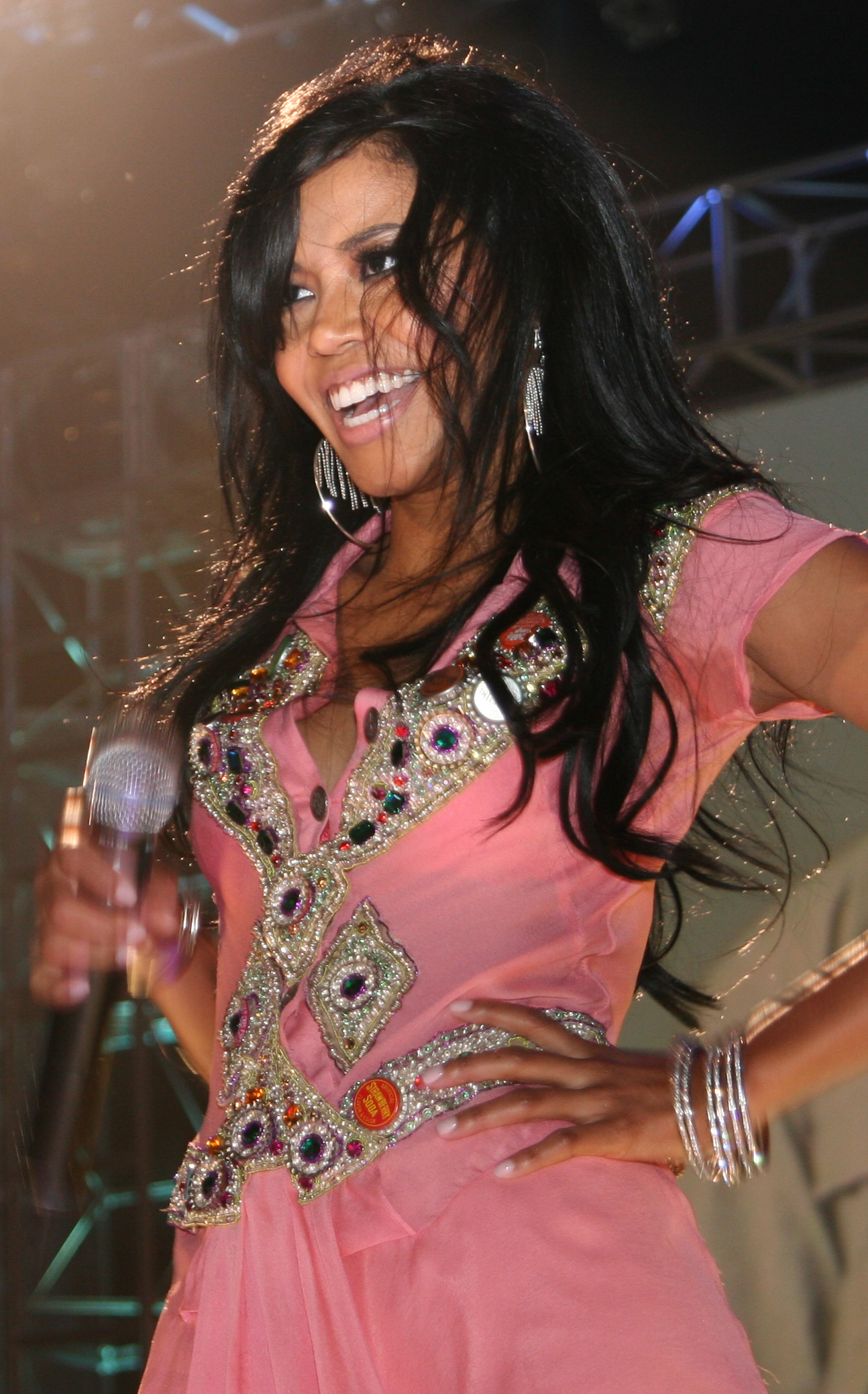
Amerie efter ett uppträdande.

Amerie började arbeta på ny musik under våren 2006. Som på föregångaren skrev hon majoriteten av låtarna själv. Under sommaren var planerna att ge ut låten "Some Like It" som huvudsingeln från tredje skivan None of the Above. "Some Like It" byttes dock ut efter att Amerie spelade in upptempo-spåret "Take Control" av kompositören Cee Lo Green. Singeln hade amerikansk premiär i december. Låten tog sig aldrig upp från de nedre regionerna på USA:s R&B-lista. Som högst noterades den på en 66:e plats vilket blev en avsevärt sämre placering jämfört med föregående huvudsingel, "1 Thing". Detta resulterade i att datumet för sångerskans albumutgivning sköts framåt. "Take Control" hade brittisk premiär i april och gavs ut i övriga Europa i maj. Till skillnad från den Nordamerikanska musikmarknaden blev låten en stor framgång i Europa. I Storbritannien blev den Ameries andra topp-tio hit och var även framgångsrik i Finland och Tyskland där den nådde 9 och 6 på ländernas respektive singellistor. Sångerskans tredje studioalbum döptes om till Because I Love It och gavs ut den 14 maj 2007. Innehållet skapades av bland andra Bryan-Michael Cox, The Buchanans och Len Nicholson. Amerie avslöjade att 80-tals musik hade varit inspirationen vid skapandet av skivan. I en intervju förklarade hon; "Jag älskar 80-talsmusik! Det var därför jag är så glad över Because I Love It eftersom den innehåller både R&B, soul och 80-tal. När folk hörde vad jag ville skapa år 2006 sa dom; 'va!?' men jag älskar den musiken." Till skillnad från föregångarna All I Have och Touch jobbade Amerie inte med mentorn och vännen Rich Harrison. I Storbritannien debuterade skivan på en 17:e plats på UK Albums Chart. En tid efter releasen certifierades albumet silver och kom att sälja 307 000 exemplar. I övriga delar av Europa blev skivan hennes högst-listpresterande album hittills i karriären. På de Europeiska ländernas förenade lista nådde albumet plats 56, 44 placeringar högre än Touch som nådde plats 100. Musikkritiker var övervägande positiva till skivan vilken blev Ameries hittills mest kritikerhyllade skiva. The Guardian prisade Amerie som "en av världens bästa sångare" och menade att skivan var "ett spektakulärt arbete". Allmusic gav skivan fyra och en halv stjärnor av fem möjliga. Skivans andra singel, "Gotta Work", gavs ut i Storbritannien under juli månad. Låten blev en ytterligare framgång som nådde plats 21 på landets singellista UK Singles Chart.
Låten "That's What U R" var planerad att ges ut som skivans officiella andra singel i Nordamerika och Amerie berättade för pressen att en annan version av Because I Love It skulle ges ut i USA under hösten av år 2007. Utgivningen kom med i Blenders lista "25 Reasons to Love '07" där den rankades på plats 19. Låtarna "Crush" och "When Loving U Was Easy" var också vid flera tillfällen nämnda som singlar. Alla dessa planer ställdes dessvärre in när Amerie och Columbia Records gick skilda vägar och sångerskans tredje studioalbum förblev outgiven i USA. "That's What U R" och "Crush" gavs istället ut som marknadsföringssinglar i Japan respektive Australien. I en intervju senare sa Amerie; "Jag är så väldigt besviken över att Because I Love It aldrig gavs ut i USA eftersom jag känner att det är mitt bästa arbete hittills." I november samma år samarbetade hon med rapparen Chingy på låten "Fly Like Me" som gavs ut som singel från Chingys skiva Hate It or Love It. Låten klättrade till en 21:a plats på USA:s rap-lista Hot Rap Songs. Efter beskedet att Amerie lämnat Columbia cirkulerade rykten om att hon skrivit på för Def Jam. Den 12 juni 2008 bekräftade sångerskan att hon skrivit på ett distributionskontrakt med bolaget och startat sitt eget skivbolag Feenix Rising. Columbia, som fortfarande äger musiken till Ameries tre första album, gav ut sångerskans första samlingsalbum Playlist: The Very Best of Amerie den 28 oktober 2008. Samlingen innehöll alla sångerskans tidigare singlar och även albumspåren "Hate 2 Love U", "Losing U" och "Come With Me". Samlingen uppskattades av kritiker. Andy Kellman vid Allmusic gav betyget fyra och en halv av fem möjliga och kommenterade; "Detta är hittills den bästa Amerie-skivan man kan få tag på." Playlist tog sig aldrig in på några singellistor och marknadsfördes heller aldrig av Columbia.

### 2009-2011:In Love & WarochBest 15 Things

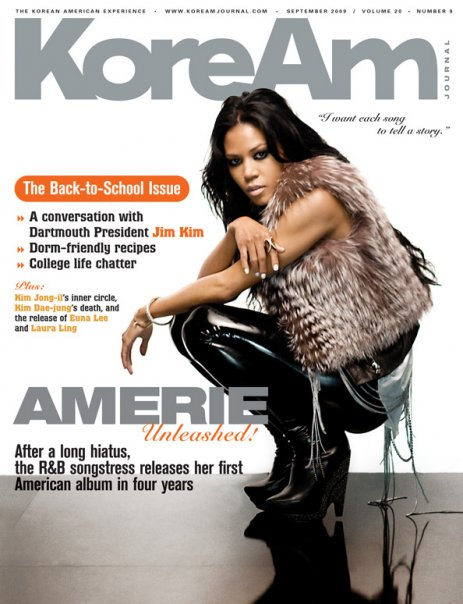
Amerie på omslaget av KoreAm Magazine år 2009

I april 2008 skrev sångerskan på för Feenix Rising Entertainment, genom skivbolaget Island Def Jam Music Group. Amerie avslöjade samtidigt på sitt Twitter-konto att hon, i hemlighet spelat in ny musik i Atlanta, Georgia. Skivans ledande singel, "Why R U", släpptes den 15 juni 2009 och mottog beröm från kritiker. Vid sin premiär på en radiokanal i New York där kanalens DJ, Funkmaster Flex spelade låten i 20 minuter under sändning och utbrast sedan "Amerie du har ännu en [hit-singel]!". Singeln blev trots detta aldrig någon större hit, kom aldrig in på Billboards Hot 100 och misslyckades att klättra över mitten på R&B-listan. Sången kom heller inte in på någon lista i övriga världen, med undantag för Tyskland.
Ameries tredje studioalbum, In Love & War, gavs ut den 3 november 2009. Cd:n debuterade på en 46:e plats på USA:s albumlista och sålde 12 500 exemplar under första veckan efter release. Albumet hade större framgångar på USA:s R&B-lista där den klättrade till en 3:e plats. I övriga delar av världen sålde In Love & War bäst i Storbritannien och Korea. Inför albumreleasen tillkännagav Amerie i flera intervjuer att hon gärna hade velat jobba med Rich Harrison igen men detta blev aldrig av då hans schema var fullbokat. Skivans två senare singlar underpresterade på de flesta musiklistor. Till dato har Ameries fjärde studioalbum sålt minimala 51 000 exemplar vilket gör skivan till sångerskans sämst-säljande musikalbum.

### 2012-framåt:The PreludeochCymatika
Amerie spelar i nuläget[när?] in ny musik till hennes femte studioalbum Cymatika som planerades att släppas våren 2012. Albumets titel refererar till ordet cymatics som är läran om synliga ljud och vibrationer. Skivans ledande singel har bekraftats vara "Outside Your Body" som är krafitigt inspirerad av koreansk pop.

## Diskografi
| Studioalbum - 2002: All I Have - 2005: Touch - 2007: Because I Love It - 2009: In Love & War - 2012: Cymatika (TBA) | Övriga album - 2008: Playlist: The Very Best of Amerie (Samlingsalbum) - 2009: Best 15 Things (Samlingsalbum) |

## Filmografi
| År   | Titel          | Roll            |
| ---- | -------------- | --------------- |
| 2003 | The Center     | Värd (TV-serie) |
| 2004 | First Daughter | Mia Thompson    |